# Graphidipus fumilinea
Graphidipus fumilinea är en fjärilsart som beskrevs av W. Warren 1908. Graphidipus fumilinea ingår i släktet Graphidipus och familjen mätare. Inga underarter finns listade i Catalogue of Life.